# Sicyopterus laticeps
Sicyopterus laticeps is een straalvinnige vissensoort uit de familie van de grondels (Gobiidae). De wetenschappelijke naam van de soort is voor het eerst geldig gepubliceerd in 1837 door Valenciennes.